# Asplenium suevicum
Asplenium suevicum är en svartbräkenväxtart som beskrevs av Bertsch och D.E.Meyer. Asplenium suevicum ingår i släktet Asplenium och familjen Aspleniaceae. Inga underarter finns listade.